# Hukbong Himpapawid ng Pilipinas
La Hukbong Himpapawid ng Pilipinas (tradotto dal filippino Forza Aerea delle Filippine, spesso abbreviata in PAF e anche conosciuta internazionalmente con la dizione in inglese Philippine Air Force) è l'aeronautica militare delle Filippine ed è parte integrante delle forze armate filippine.

## Storia
La Philippine Air Force può essere presa come esempio di forza aerea di dimensione intermedia decaduta drasticamente a causa della condizione economica del paese.
Le Filippine sono un arcipelago che un tempo non era oggetto di minacce dall'estero, ma oggi devono fronteggiare il crescente espansionismo cinese nel mar delle Filippine, ed internamente hanno il problema costituito dalla guerriglia dei ribelli islamisti di Abu Sayyaf e del Fronte Moro che hanno ispirazione separatista (per l'autonomia di Mindanao) e comunista.
Da sempre il paese asiatico è schierato a fianco degli Stati Uniti nella lotta al terrorismo internazionale, ricevendo da essi molti aiuti militari.
Nel 1977 il governo filippino acquistò 35 Vought F-8 Crusader nella versione H già in servizio con la US Navy accantonati alla base USAF di Davis-Monthan in Arizona. Venticinque aerei vennero riportati in condizioni operative dalla Vought mentre gli altri dieci erano fonti di pezzi di ricambio. Gli aerei vennero consegnati a partire dal 1978. Nel contratto era compreso l'addestramento dei piloti filippini negli Stati Uniti usando il TF-8A.
Gli F-8 vennero ritirati dal servizio nel 1988 e smantellati nel 1991 dopo essere stati gravemente danneggiati dall'eruzione vulcanica del Pinatubo.
Alla fine degli anni ottanta le Filippine acquistano 24 esemplari del piccolo trainer a jet italiano SIAI-Marchetti S-211, impiegandolo sia nel ruolo di addestratore intermedio sia in missioni di attacco al suolo leggero.
L'S.211 anche se nel corso degli anni è stato oggetto di numerosi incidenti (6 perdite su un totale di 24 macchine consegnate; incidenti ascrivibili in genere ad errori umani e professionali, frequenti nel ruolo addestrativo) continua a costituire la prima linea dell'attacco della PAF ed essere utilizzato come aereo di punta nel ruolo di addestratore intermedio.

## L'SF-260 in servizio nella PAF
Nell'ottobre 2007 il Dipartimento della Difesa delle Filippine ordinò 18 esemplari nuovi del diffusissimo addestratore basico ad elica italiano SF-260F/PAF all'Alenia Aermacchi, il cui costo del contratto ammontava a circa 13,8 milioni di dollari. Il contratto, che rientrava nell'ambito del programma di ammodernamento della Philippine Air Force, comprendeva, oltre agli aeroplani, anche l'addestramento dei piloti e dei tecnici, l'assistenza post-vendita e la fornitura di attrezzature di supporto a terra e di parti di ricambio. L'assemblaggio finale venne affidato "in loco" all'Aerotech Industries Philippines.
Insieme all'Italia e alla Libia, l'aeronautica militare filippina è tra le principali clienti del noto SF-260, infatti lo ha avuto in servizio sin dal maggio 1973 nelle versioni SF-260MP (32 esemplari), SF-260WP (16 aerei) e SF-260TP (18 velivoli).
L'SF-260MP/WP era propulso da un motore a 6 cilindri Lycoming O-540 che azionava un'elica bipala, mentre l'SF-260TP era dotato di una turbina Allison 250-B17D con elica tripala.
Gli esemplari della versione SF-260MP sono stati impiegati per l'addestramento iniziale dal 100th Training Wing di Fernando, mentre quelli della versione SF-260WP "Warrior" furono inizialmente assegnati al 15th Strike Wing di Sangley Point e impiegati in missioni di controguerriglia nel Sud del paese e, successivamente nei primi anni ottanta del secolo scorso, trasferiti al 100th Training Wing ed adoperati come addestratori basici. Nel 1986 sei macchine di questa versione furono rivenduti al Burkina Faso.
I modelli della variante SF-260TP (ordinati nel dicembre 1991) furono assegnati al 15th Strike Wing per svolgere missioni di antiguerriglia. Essi erano predisposti per trasportare fino a 300 kg di carico bellico distribuito equamente sui due piloni alari. Il loro carico prevedeva essenzialmente bombe da 110/260 libbre, lanciarazzi LAU 68/131, lanciatori di flares Mk.24, lanciabombe da esercitazione B-37K e cannoni da 12,7 mm oppure da 7,62 mm.
Verso la metà degli anni novanta fu lanciato il programma Layang, il quale prevedeva la conversione di 18 macchine tra la versione SF-260MP e SF-260WP alla variante a turbina SF-260TP con l'avionica aggiornata; il primo aereo così convertito volò nel giugno 1996.

## Aeromobili in uso
Sezione aggiornata annualmente in base al World Air Force di Flightglobal del corrente anno. Tale dossier non contempla UAV, aerei da trasporto VIP ed eventuali incidenti accorsi durante l'anno della sua pubblicazione. Modifiche giornaliere o mensili che potrebbero portare a discordanze nel tipo di modelli in servizio e nel loro numero rispetto a WAF, vengono apportate in base a siti specializzati, periodici mensili e bimestrali. Tali modifiche vengono apportate onde rendere quanto più aggiornata la tabella.
| Aeromobile                            | Origine                | Tipo                                               | Versione (denominazione locale) | In servizio (2024) | Note | Immagine |
| Aerei da combattimento                |                        |                                                    |                                 |                    | |          |
| KAI FA-50 Fighting Eagle              | Corea del Sud          | Aereo d'attacco al suolo                           | FA-50PH                         | 11                 | 12 FA-50PH ordinati a marzo 2014, primi due esemplari entrati in servizio a novembre 2015, con commessa completata il 31 maggio 2017 con la consegna degli ultimi due esemplari. Un esemplare perso nel marzo del 2025. Ulteriori 12 FA-50PH ordinati il 4 giugno 2025, con consegne che dovrebbero iniziare intorno al 2030. |          |
| Embraer A-29 Super Tucano             | Brasile                | aereo da attacco leggero COIN                      | A-29B                           | 6                  | 6 aerei ordinati a novembre 2017, con i primi 4 esemplari consegnati il 19 settembre 2020, due il 2 ottobre 2020 e tutti introdotti ufficialmente in servizio il 13 ottobre 2020. Ulteriori 6 aerei ordinati il 27 dicembre 2024. |          |
| Lockheed Martin F-16 Viper            | Stati Uniti            | caccia multiruoloconversione operativa             | F-16C Block 70F-16D Block 72    | 0                  | Il 24 giugno 2021 il Dipartimento di Stato degli Stati Uniti ha autorizzato la vendita al governo delle Filippine di caccia 10 caccia F-16C Block 70 e 2 F-16D Block 72 con relative attrezzature per 2,43 miliardi di dollari. |          |
| Aerei per impieghi speciali           |                        |                                                    |                                 |                    | |          |
| Gulfstream G280                       | Stati Uniti            | comando e controllo                                | G 280                           | 1                  | 1 G280 configurato per le missioni di comando e controllo ordinato ad ottobre 2019. L'aereo è stato consegnato il 17 settembre 2020. |          |
| Cessna 208 Grand Caravan EX           | Stati Uniti            | Aereo da ricognizione                              | Cessna 208B EX                  | 2                  | Due aerei ordinati ed equipaggiati per missioni ISR (Intelligence, Sorveglianza e Ricognizione). |          |
| Fokker F27 Friendship                 | Paesi Bassi            | aereo da pattugliamento marittimo                  | F27-200MP                       | 1                  | 3 F27-200 MPA consegnati. |          |
| Rockwell Aero Commander               | Stati Uniti            | aereo da pattugliamento marittimo                  | 690A Aero Commander             | 1                  | 1 consegnato di seconda mano nel 1988 ed ammodernate nel 2016. |          |
| ATR Aircraft Elbit ATR 72 LRPA        | Italia Francia Israele | aereo da pattugliamento marittimo                  | ATR 72-600 LRPA                 | 0                  | 2 ATR 72-600 LRPA da pattugliamento marittimo ordinati ad agosto 2024. La conversione in pattugliatori marittimi è stata affidata alla israeliana Elbit Systems, che installera sui velivoli con un Mission Management System, sensori elettro-Ottici, Radar, sistemi di comunicazione e SIGINT. |          |
| Aeromobili a pilotaggio remoto        |                        |                                                    |                                 |                    | |          |
| Elbit Hermes 900                      | Israele                | UAV                                                | Hermes 900                      | 8                  | 9 Hermes 900 ordinati, uno perso a maggio 2022. |          |
| Elbit Hermes 450                      | Israele                | UAV                                                | Hermes 450                      | 4                  | 4 Hermes 450 ordinati, tutti consegnati al febbraio 2021. |          |
| Aerei da trasporto                    |                        |                                                    |                                 |                    | |          |
| Lockheed C-130 Hercules               | Stati Uniti            | Aereo da trasporto tattico                         | C-130BC-130TC-130H              | 120                | 8 C-130H consegnati (i 6 superstiti erano conservati in deposito al 2017) dal 1973 al 1977, 3 C-130B tra il 1998 ed il 2001 e 2 C-130T nel 2015-2016. Ad ottobre 2016 risultano consegnati i due esemplari di C-130T presi dai surplus dei Marines. 2 ulteriori C-130H ex USAF ordinati nella prima metà del 2020, il primo dei quali consegnato il 29 gennaio 2021 ed entrato in servizio un mese dopo. Il primo dei due C-130H ex USAF è stato perso in un incidente il 4 luglio 2021. |          |
| Lockheed Martin C-130J Super Hercules | Stati Uniti            | aereo da trasporto                                 | C-130J-30                       | 0                  | 3 C-130J ordinati ad inizio 2023, con consegne previste tra il 2026 e il 2027. |          |
| CASA C-295                            | Spagna                 | Aereo da trasporto tattico                         | C-295M                          | 7                  | 3 consegnati a partire dal 2015. Un ulteriore esemplare è stato consegnato a novembre 2019. Ulteriori 3 C-295 ordinati nel 2021, il primo dei quali è stato consegnato il 28 marzo 2022, il secondo a novembre dello stesso anno, ed il terzo ed ultimo il 7 marzo 2023. |          |
| CASA C-212 Aviocar                    | Spagna                 | Aereo da trasporto tattico                         | NC-212i                         | 2                  | 2 ordinati nel 2014 ed in servizio nel 2016. Ulteriori 6 NC-212i ordinati nell'ottobre 2023 con consegne previste tra il 2025 e il 2027. |          |
| Fokker F27 Friendship                 | Paesi Bassi            | Aereo da trasporto VIP                             | F-27-200                        | 1                  | Impiegato per il trasporto del personale militare. |          |
| Fokker F28 Fellowship                 | Paesi Bassi            | aereo da trasporto VIP                             | F-28-3000                       | 1                  | 1 F28-3000 acquistato nel 1983 ed utilizzato per il trasporto presidenziale. |          |
| GAF Nomad                             | Australia              | Aereo da trasporto leggero                         | N-22BN-22C                      | 3                  | 12 tra N-22B ed N-22C consegnati. |          |
| Shorts 330                            | Regno Unito            | Aereo da trasporto leggero                         | Shorts 330                      | 3                  | 3 consegnati. |          |
| Aerei da addestramento                |                        |                                                    |                                 |                    | |          |
| SIAI-Marchetti AS-211 Warrior II      | Italia                 | Aereo da addestramento intermedio                  | AS-211                          | 3                  | Furono acquisiti in due lotti, tra il 1989 ed il 1994, 25 esemplari, parte dei quali furono riconfigurati come AS-211 Warrior dotandoli di parte dei sensori e dei sistemi d'arma recuperati dagli F-5 dimessi nell'ambito del programma FALCON UNIFORM. |          |
| SIAI-Marchetti SF-260                 | Italia                 | Aereo da addestramento basico                      | SF-260FHSF-260TPSF-260M         | 18                 | Tra il 1972 ed il 1974 acquistati 32 SF-260M e 16 SF-260W, 18 SF-260TP nel 1991 e 18 SF-260FH nel 2008. |          |
| Cessna T-41 Mescalero                 | Stati Uniti            | Aereo da addestramento basico                      | T-41BT-41D                      | 156                | 25 T-41D entrati in servizio dal 1968, e 15 T-41B sono stati donati nel 2008/2009 dalla Corea del Sud e tutti impiegabili anche per attività di collegamento e osservazione. |          |
| Elicotteri                            |                        |                                                    |                                 |                    | |          |
| Bell UH-1 Iroquois                    | Stati Uniti            | Elicottero da trasporto medioSAR                   | UH-1H Huey II B205A             | 238                | 71 tra Bell 205A-1 ed UH-1H consegnati. Ulteriori 7 esemplari che sono immagazzinati per mancanza di parti di ricambio, dovrebbero essere riportati in condizioni di volo grazie a pezzi forniti gratuitamente dal Giappone all'inizio del 2019. Ulteriori 21 UH-1H saranno consegnati dalle eccedenze dell'Esercito Sud Coreano. |          |
| MD Helicopters MD 500                 | Stati Uniti            | Elicottero d'attacco                               | MD 520MGMD 530MG                | 24                 | Consegnati tra il 1990 ed il 1995, 27 MD 520MG e 6 MD 530MG. |          |
| Sikorsky UH-60 Black Hawk             | Stati Uniti            | Elicottero da trasporto VIPElicottero da trasporto | S-70A-5S-70i                    | 129                | 2 S-70A-5 consegnati nel 1984, uno dei quali ritirato per usura nel 1992. 16 S-70i ordinati a giugno 2019. I primi 5 elicotteri consegnati il 9 novembre 2020, il sesto il 30 novembre, ed entrati in servizio il 10 dicembre 2020. Ulteriori 5 esemplari consegnati il 7 giugno 2021, con consegne che dovrebbero essere completate entro settembre 2021. Uno dei nuovissimi S-70i è stato perso il 23 giugno 2021. Consegne completate il 3 dicembre 2021 con la consegna del terzo lotto di 5 esemplari. Ulteriori 32 S-70i ordinati il 22 febbraio 2022. Primi dieci esemplari di quest'ultimo ordine consegnati in due batch di cinque elicotteri ognuno a giugno e a dicembre del 2024. |          |
| Sikorsky S-76 Spirit                  | Stati Uniti            | Elicottero utility                                 | S-76A                           | 8                  | Originariamente ne furono consegnati 17 unità utilizzare per SAR, MEDEVAC e trasporto VIP. Uno dei 9 esemplari in servizio al febbraio 2020 è andato perso il settembre dello stesso anno. |          |
| AgustaWestland AW109 Power            | Italia                 | elicottero d'attacco leggero                       | AW109K                          | 8                  | 8 esemplari di AW109 Power ordinati nel 2013 che sono tutti al febbraio 2020. |          |
| Bell 412                              | Stati Uniti            | SARelicottero da trasporto VIPSAR                  | B412HPB412EP                    | 7                  | 6 B412HP consegnati dal 1995 (uno andato perso nel 2015), e 8 B412EP nel 2015. |          |
| PZL W-3 Sokół                         | Polonia                | C/SAR                                              | W-3A                            | 5                  | 8 consegnati nel 2012-2013. Degli 8 esemplari in organico, uno è andato perso il 22 novembre 2018. |          |
| Aérospatiale SA 330 Puma              | Francia                | elicottero da trasporto medio                      | SA 330L                         | 1                  | 1 SA 330L consegnato. |          |
| TAI T129 ATAK                         | Turchia                | elicottero d'attacco                               | T129B                           | 6                  | 6 T129B ordinati il 24 maggio 2021, con consegne previste per il terzo trimestre dello stesso anno. Primi due esemplari consegnati il 9 marzo 2022. Secondo lotto di due esemplari consegnato a novembre 2023, terzo lotto di due esemplari consegnato il 19 maggio 2024. |          |

## Aeromobili ritirati
- Bell AH-1F Cobra - 2 esemplari (2019-2024)[74][8][75][76][77][78]
- North American OV-10A/C/G+ Bronco - 40 esemplari (1991-2024)[74][8][23][25][79][1]
- Bell UH-1D Huey - 15 esemplari (1978-2021)[51]
- Northrop F-5A/B Freedom Fighter - 23 esemplari (1965-2005)[80]
- Bell UH-1N
- Vought F-8H Crusader - 35 esemplari (1977-1988)[81]
- Cessna 210 Centurion
- North American F-86D Sabre
- North American F-86F Sabre
- North American P-51D Mustang

## Basi

La mappa geografica dell'arcipelago delle Filippine in cui sono indicate le basi aeree militari.